# Зидерстапел
Зидерстапел (њем. Süderstapel) општина је у њемачкој савезној држави Шлезвиг-Холштајн. Једно је од 134 општинска средишта округа Шлезвиг-Фленсбург. Према процјени из 2010. у општини је живјело 1.076 становника. Посједује регионалну шифру (AGS) 1059085, NUTS (DEF0C) и LOCODE (DE SUD) код.

## Географски и демографски подаци
Зидерстапел се налази у савезној држави Шлезвиг-Холштајн у округу Шлезвиг-Фленсбург. Општина се налази на надморској висини од 6 метара. Површина општине износи 17,0 km². У самом мјесту је, према процјени из 2010. године, живјело 1.076 становника. Просјечна густина становништва износи 63 становника/km².